# Stazione di Bono
La stazione di Bono è stata una stazione ferroviaria posta lungo la ex linea ferroviaria a scartamento ridotto Tirso-Chilivani, a servizio del comune di Bono.

## Storia
La stazione fu inaugurata a fine Ottocento dalla Società italiana per le Strade Ferrate Secondarie della Sardegna, per conto della quale furono eseguiti i lavori di costruzione della linea ferroviaria tra Tirso e Chilivani: l'apertura al traffico dell'impianto è datata 1º aprile 1893, giorno di attivazione del tronco Tirso-Ozieri che andava a completare la nuova linea ferroviaria.
Oltre a servire l'omonimo paese del Goceano lo scalo ebbe funzione strategica nell'ambito della ferrovia anche per la presenza di alcune strutture di servizio (tra cui una rimessa locomotive), fatto che portava ad attestare nell'impianto varie relazioni.

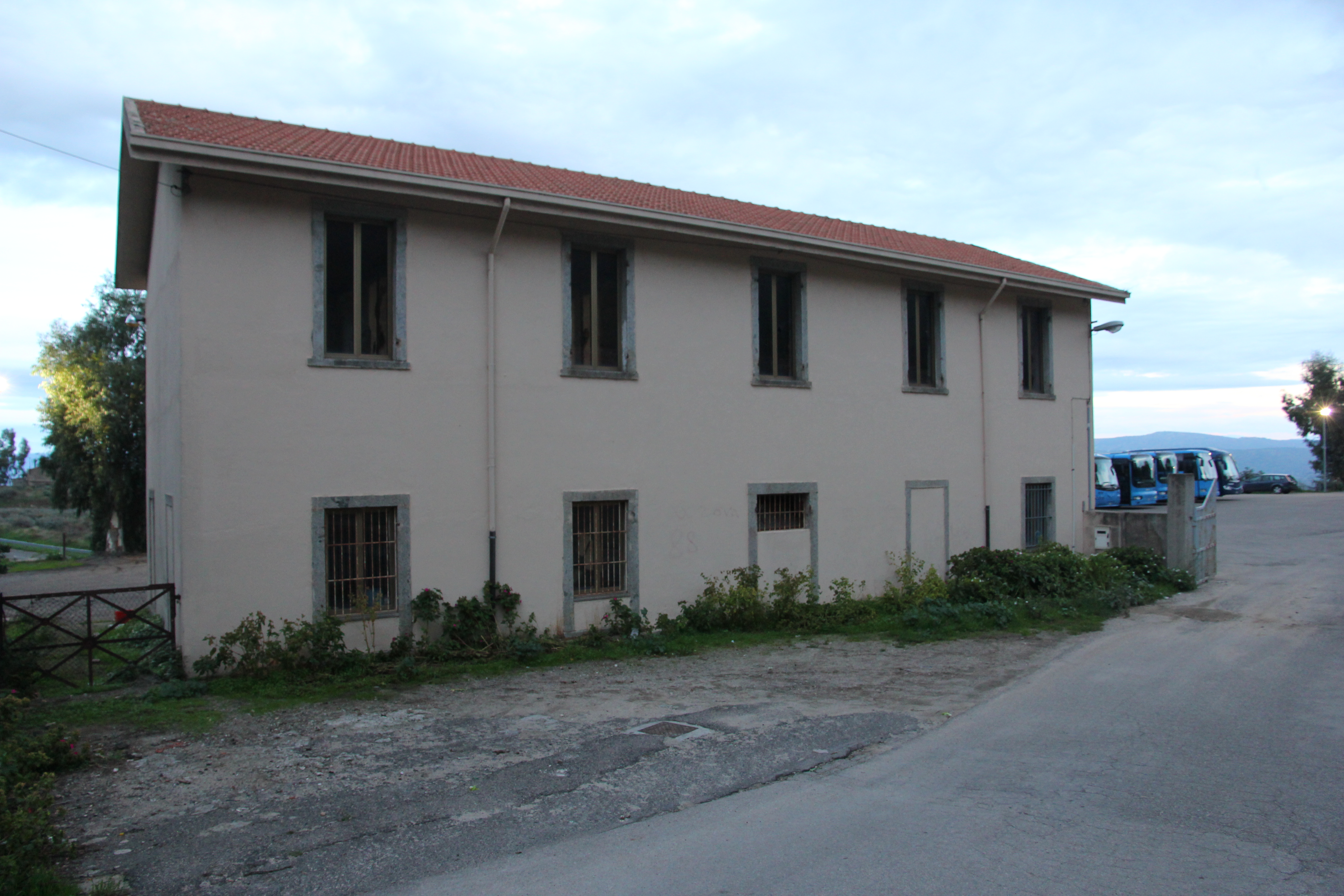
Dopo la chiusura della Tirso-Chilivani la stazione è stata riconvertita in deposito per autobus

Passata dalla gestione SFSS a quella della Ferrovie Complementari della Sardegna nel 1921, la stazione cessò l'attività ferroviaria il 31 dicembre 1969, data di chiusura della Tirso-Chilivani. La struttura venne comunque utilizzata anche dopo tale data dalle FCS, che riconvertirono l'area nel locale deposito autobus aziendale per i servizi di autolinee, prerogativa che l'ex stazione mantiene ancora sotto la gestione dell'ARST.

## Strutture e impianti
Lo scalo, posto nella periferia est di Bono, dal 1969 lo scalo non è più attivo per scopi ferroviari, benché sia ancora utilizzato come deposito per le autolinee dell'ARST.

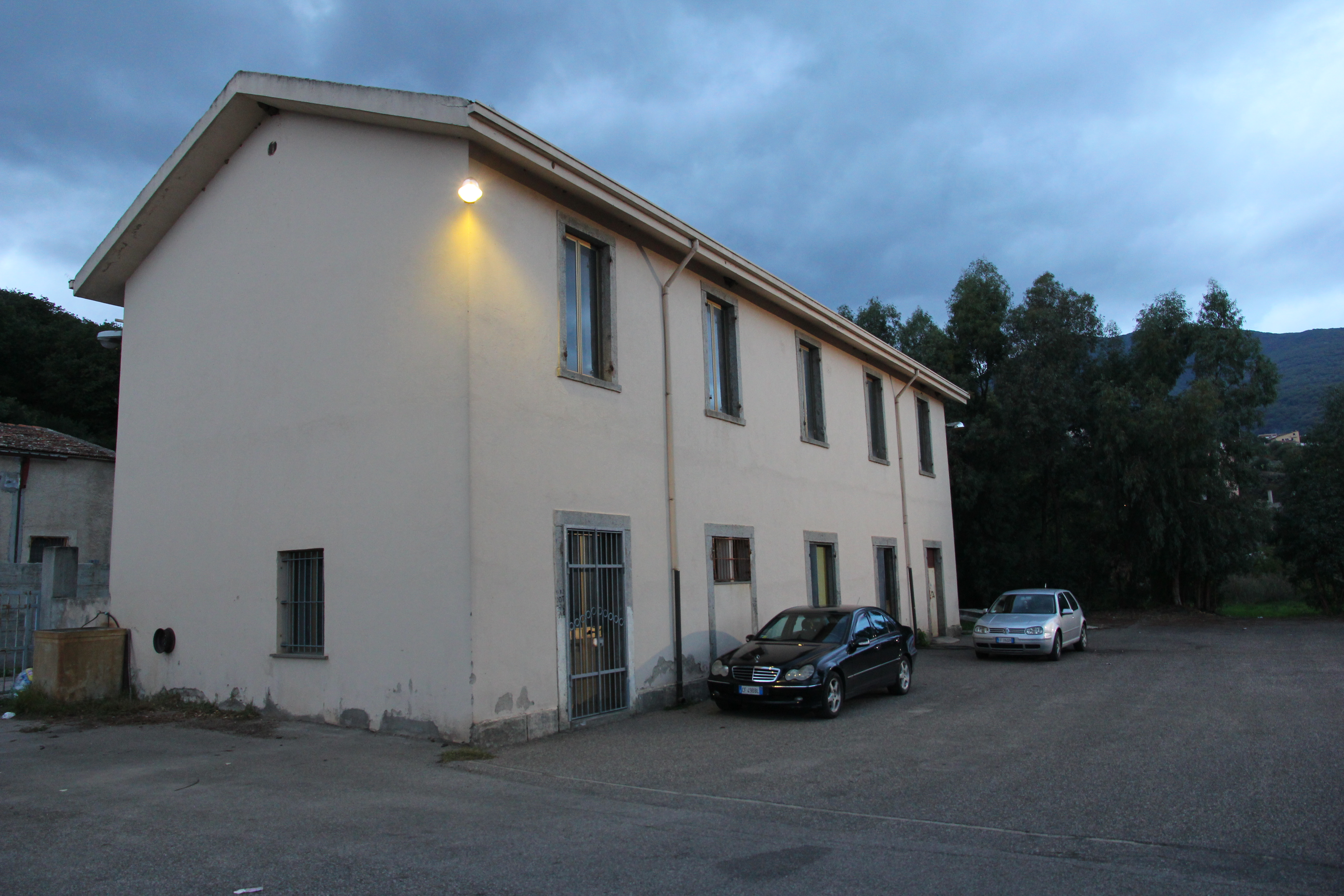
Il fabbricato viaggiatori con in primo piano l'area in cui era originariamente posto lo scalo merci della stazione

Durante il periodo di attività la stazione era di tipo passante di terza classe ed era dotata di cinque binari a scartamento da 950 mm: dal binario di linea se ne diramava uno di incrocio nell'area degli edifici di stazione, impiegati entrambi anche per il servizio viaggiatori. Un terzo binario, tronco alle estremità, terminava sul lato nord nell'area dello scalo merci di stazione, dotato anche di un piano caricatore non più esistente; sul lato sud invece dava origine a un ulteriore tronchino che conduceva ad una piattaforma girevole, terminando poi, dopo un'ulteriore diramazione, all'interno della rimessa locomotive della stazione, dotata quindi di due binari di accesso.
L'edificio principale della stazione era il fabbricato viaggiatori, ancora presente: si tratta di una costruzione a due piani e pianta rettangolare dotata di cinque luci per piano sul lato prospiciente quello che era il piazzale binari, che ospitava tra l'altro la locale Direzione Movimento. A fianco del fabbricato viaggiatori era posta la piccolo costruzione dei servizi igienici (non più esistente), mentre nell'ingresso sud dello scalo erano poste due case cantoniere: una singola (la numero 9) posta sul retro della rimessa locomotive e oggi non più esistente, ed una doppia (di cui permangono i ruderi) utilizzata come alloggio per il personale. La dotazione dei fabbricati di stazione si completava infine con un edificio di servizio per i ferrovieri, posto fuori dal piazzale binari nelle vicinanze del fabbricato viaggiatori.

## Movimento
La stazione fu servita dalle relazioni merci e viaggiatori espletate dalle SFSS e in seguito dalle FCS.

## Servizi
Durante l'attività ferroviaria la struttura era dotata di una sala d'attesa (ubicata nel fabbricato viaggiatori) e di ritirate, queste ultime ospitate in un edificio ad hoc.
- Sala d'attesa
- Servizi igienici